# Protoribates tohokuensis
Protoribates tohokuensis är en kvalsterart som beskrevs av K. Fujikawa 2003. Protoribates tohokuensis ingår i släktet Protoribates och familjen Protoribatidae. Inga underarter finns listade i Catalogue of Life.